# Zoey Stark
Theresa Serrano, meglio conosciuta con il ring name Zoey Stark (Salt Lake City, 25 gennaio 1994), è una wrestler statunitense sotto contratto con la WWE.
Ha detenuto una volta l'NXT Women's Tag Team Championship con Io Shirai.

## Carriera

### Circuito indipendente (2013–2020)
L'8 giugno 2013 debuttò nella Vendetta Pro Wrestling perdendo contro Hudson Envy. Il 16 novembre, con il ring name Lacey Ryan, vinse il suo primo match contro Larry Butabi. Poco dopo, vinse anche l'UCW-Zero Ultra-X Championship, che perse poi il 25 gennaio 2014 contro The Durango Kid.

### WWE (2021–presente)

#### NXT(2021–2023)
Il 20 gennaio 2021 venne annunciata la sua firma con la WWE. Il 27 gennaio assunse il ring name Zoey Stark e debuttò nel torneo Dusty Rhodes Tag Team Classic facendo coppia con Marina Shafir ma le due vennero sconfitte nei quarti di finale da Ember Moon e Shotzi Blackheart. Nella puntata di NXT del 17 febbraio debuttò in singolo sconfiggendo Valentina Feroz. Il 7 aprile, nel pre-show della prima serata di NXT TakeOver: Stand & Deliver, sconfisse Toni Storm.
Il 6 luglio, nella puntata speciale NXT The Great American Bash, Stark e Io Shirai, grazie anche al ritorno di Tegan Nox, sconfissero Candice LeRae e Indi Hartwell conquistando l'NXT Women's Tag Team Championship.Difesero le cinture il 7 settembre, ad NXT contro Kayden Carter e Kacy Catanzaro e il 28 settembre contro le Toxic Attraction (Gigi Dolin e Jacy Jayne), per poi perderlo il 26 ottobre aNXT Halloween Havoc contro le stesse Dolin e Jayne in un scareway to hell ladder match che comprendeva anche Indi Hartwell e Persia Pirotta dopo 112 giorni di regno. Il 2 novembre, a NXT 2.0, venne attaccata da Gigi Dolin e Jacy Jayne, subendo un infortunio al ginocchio.
Tornò in azione ad NXT 2.0 il 19 luglio 2022 vincendo una battle royal eliminando per ultima Cora Jade e diventando la sfidante all'NXT Women's Championship di Mandy Rose. Nella puntata speciale NXT Heatwave del 16 agosto, venne tuttavia sconfitta. Il 26 ottobre, ad NXT, Stark e Nikkita Lyons affrontarono Katana Chance e Kayden Carter per l'NXT Women's Tag Team Championship ma vennero sconfitte. Due settimane dopo, ad NXT, le due tentarono nuovamente di conquistare le cinture ma vennero nuovamente sconfitte e a match concluso Zoey effettuò un turn heel attaccando la sua partner.
Il 10 dicembre, a NXT Deadline prese parte all'iron survivor challenge match che comprendeva anche Cora Jade, Indi Hartwell, Kiana James e Roxanne Perez per determinare la sfidante all'NXT Women's Championship detenuto da Mandy Rose ma il match venne vinto da Perez. Il 1º aprile 2023, a NXT Stand & Deliver, prese parte ad un ladder match per l'NXT Women's Championship che comprendeva anche la campionessa Roxanne Perez, Gigi Dolin, Indi Hartwell, Lyra Valkyria e Tiffany Stratton ma a trionfare fu Hartwell. Ci riprovò nella puntata speciale NXT Spring Breakin' del 25 aprile, ma Indi Hartwell riuscì a mantenere il titolo in un triple threat match che comprendeva anche Roxanne Perez.

#### Raw(2023–presente)
Il 29 aprile 2023, per effetto del Draft, venne promossa al roster di Raw. Il suo debutto a Raw avvenne l'8 maggio sconfiggendo facilmente Nikki Cross. Dopo essersi alleata con Trish Stratus, aiutandola a sconfiggere Becky Lynch il 27 maggio a Night of Champions, batté su Natalya il 5 giugno a Raw qualificandosi per il Women's Money in the Bank Ladder match, ma il match venne vinto da Iyo Sky. L'alleanza con Stratus terminò il 2 settembre, a Payback, dove la stessa Stratus venne sconfitta da Becky Lynch in uno steel cage match; al termine dell'incontro, dopo aver spintonato Stark, quest'ultima mise Stratus fuori gioco con la Z-360. Il 4 novembre, a Crown Jewel, prese parte ad un fatal 5-way match valevole per il Women's World Championship di Rhea Ripley che comprendeva anche Nia Jax, Raquel Rodriguez e Shayna Baszler ma a vincere fu Ripley. Due giorni dopo, a Raw, vinse una battle royal eliminando per ultima Shayna Baszler, diventando la nuova sfidante di Rhea Ripley per il Women's World Championship. Il 25 novembre, a Survivor Series WarGames, affrontò Rhea Ripley per il Women's World Championship ma venne sconfitta.
Il 27 gennaio, a Royal Rumble, partecipò all'omonimo incontro entrando col numero 26 ma venne eliminata da Liv Morgan. Nella puntata di Raw del 12 febbraio venne sconfitta dalla stessa Morgan, non riuscendo a qualificarsi per l'elimination chamber match. Nella puntata di Raw del 19 febbraio partecipò ad una battle royal per qualificarsi per l'elimination chamber match ma venne eliminata da Raquel Rodriguez. Nella puntata di Raw dell'11 marzo Stark e Shayna Baszler affrontarono le Kabuki Warriors per il Women's Tag Team Championship ma vennero sconfitte.

## Personaggio

### Mosse finali
- Belly-to-back GTS/Z-360 (Fireman's carry knee Strike)
- Frog Splash

## Titoli e riconoscimenti
- Future Stars of Wrestling
  - NWA UCW-Zero Ultra X Championship (1)

- Pro Wrestling Illustrated
  - 86ª tra le 100 migliori wrestler femminili nella PWI Women's 100 (2021)

- Ultra Championship Wrestling-Zero
  - FSW Women's Championship (1)

- WWE
  - NXT Women's Tag Team Championship (1) – con Io Shirai